# نافاسوتا
نافاسوتا (بالإنجليزية: Navasota, Texas)‏ هي مدينة تقع في مقاطعة غرايمز، تكساس بولاية تكساس في شمال شرق الولايات المتحدة. تبلغ مساحة هذه المدينة 15.9 (كم²)، وترتفع عن سطح البحر 66 م، بلغ عدد سكانها 7602 نسمة في عام 2000 حسب إحصاء مكتب تعداد الولايات المتحدة وتصل الكثافة السكانية فيها 428.5 نسمة/كم2.

## التركيبة السكانية
حدّد مكتب تعداد الولايات المتحدة بيانات التركيبة السكانية لنافاسوتا في تعداد الولايات المتحدة. في ما يلي، التركيبة السكانية حسب تعدادي 2000 و2010.

### تعداد عام 2000
بلغ عدد سكان نافاسوتا 6,789 نسمة بحسب تعداد عام 2000، وبلغ عدد الأسر 2,379 أسرة وعدد العائلات 1,626 عائلة مقيمة في المدينة. في حين سجلت الكثافة السكانية 313.3 نسمة لكل كيلومتر مربع (811.4/ميل2). وبلغ عدد الوحدات السكنية 2,661 وحدة بمتوسط كثافة قدره 122.8 لكل كيلومتر مربع (318.1/ميل2).
وتوزع التركيب العرقي للمدينة بنسبة 53.42% من البيض و34.11% من الأمريكيين الأفارقة و0.29% من الأمريكيين الأصليين و0.46% من الأمريكيين ذوي الأصول الآسيوية و9.90% من الأعراق الأخرى و1.81% من عرقين مختلطين أو أكثر و27.96% من الهسبانيون أو اللاتينيون من أي عرق.
بلغ عدد الأسر 2,379 أسرة كانت نسبة 43.5% منها لديها أطفال تحت سن الثامنة عشر تعيش معهم، وبلغت نسبة الأزواج القاطنين مع بعضهم البعض 43.9% من أصل المجموع الكلي للأسر، ونسبة 19.6% من الأسر كان لديها معيلات من الإناث دون وجود شريك،  بينما كانت نسبة 4.8% من الأسر لديها معيلون من الذكور دون وجود شريكة وكانت نسبة 31.7% من غير العائلات. تألفت نسبة 27.8% من أصل جميع الأسر من عدة أفراد يعيشون في نفس المنزل ونسبة 14.5% كانت تتألف من شخص يعيش بمفرده يبلغ من العمر 65 عاماً أو أكثر. وبلغ متوسط حجم الأسرة المعيشية 2.76، أما متوسط حجم العائلات فبلغ 3.40.
بلغ العمر الوسطي للسكان 32.3 عاماً. وكانت نسبة 30.3% من القاطنين تحت سن الثامنة عشر، وكانت نسبة 10.6% بين الثامنة عشر والرابعة والعشرين عاماً، ونسبة 26.6% كانت واقعةً في الفئة العمرية ما بين الخامسة والعشرين والرابعة والأربعين عاماً، ونسبة 17.7% كانت ما بين الخامسة والأربعين والرابعة والستين، ونسبة 11.6% كانت ضمن فئة الخامسة والستين عاماً فما فوق. يوجد لكل 100 أنثى 88.9 ذكر، ويوجد لكل 100 أنثى في الثامنة عشر من عمرها فما فوق 84.1 ذكر.
بلغ متوسط دخل الأسرة في المدينة 26,990 دولارًا، أما متوسط دخل العائلة فبلغ 31,875 دولارًا. وكان متوسط دخل الذكور 28,585 دولارًا مقابل 21,731 دولارًا للإناث. وسجل دخل الفرد الخاص بالمدينة 12,230 دولارًا. وكانت نسبة 23.8% من العائلات ونسبة 26.5% من السكان تحت خط الفقر، وكان من هؤلاء نسبة 35% تحت سن الثامنة عشر ونسبة 24% في الخامسة والستين من العمر وما فوق.

### تعداد عام 2010
بلغ عدد سكان نافاسوتا 7,049 نسمة بحسب تعداد عام 2010، وبلغ عدد الأسر 2,432 أسرة وعدد العائلات 1,726 عائلة مقيمة في المدينة. في حين سجلت الكثافة السكانية 325.3 نسمة لكل كيلومتر مربع (842.5/ميل2). وبلغ عدد الوحدات السكنية 2,805 وحدة بمتوسط كثافة قدره 129.4 لكل كيلومتر مربع (335.1/ميل2).
وتوزع التركيب العرقي للمدينة بنسبة 52.40% من البيض و30.59% من الأمريكيين الأفارقة و0.45% من الأمريكيين الأصليين و0.35% من الأمريكيين ذوي الأصول الآسيوية و0.01% من سكان جزر المحيط الهادئ و14.13% من الأعراق الأخرى و2.06% من عرقين مختلطين أو أكثر و38.36% من الهسبانيون أو اللاتينيون من أي عرق.
بلغ عدد الأسر 2,432 أسرة كانت نسبة 43.7% منها لديها أطفال تحت سن الثامنة عشر تعيش معهم، وبلغت نسبة الأزواج القاطنين مع بعضهم البعض 43.5% من أصل المجموع الكلي للأسر، ونسبة 20.8% من الأسر كان لديها معيلات من الإناث دون وجود شريك،  بينما كانت نسبة 6.6% من الأسر لديها معيلون من الذكور دون وجود شريكة وكانت نسبة 29% من غير العائلات. تألفت نسبة 25.1% من أصل جميع الأسر من عدة أفراد يعيشون في نفس المنزل ونسبة 10.4% كانت تتألف من شخص يعيش بمفرده يبلغ من العمر 65 عاماً أو أكثر. وبلغ متوسط حجم الأسرة المعيشية 2.81، أما متوسط حجم العائلات فبلغ 3.39.
بلغ العمر الوسطي للسكان 32.9 عاماً. وكانت نسبة 30.7% من القاطنين تحت سن الثامنة عشر، وكانت نسبة 8.9% بين الثامنة عشر والرابعة والعشرين عاماً، ونسبة 25.1% كانت واقعةً في الفئة العمرية ما بين الخامسة والعشرين والرابعة والأربعين عاماً، ونسبة 22.7% كانت ما بين الخامسة والأربعين والرابعة والستين، ونسبة 12.6% كانت ضمن فئة الخامسة والستين عاماً فما فوق. وتوزع التركيب الجنسي للسكان بنسبة 46.6% ذكور و53.4% إناث.

## أعلام
- كينغ كوتن
- جارفيس هاريسون
- كاثلين بلاكشير
- نيد غارفين
- جو تيكس

## وصلات خارجية
- The US50 - Cities and Towns in Texas State